# Rasasna
Rasasna (biał. Расасна, ros. Россасно, Rossasno) – agromiasteczko na Białorusi, w obwodzie witebskim, w rejonie dubrowieńskim, w sielsowiecie małasawińskim. W 2019 liczyło 208 mieszkańców.